# Мера Б
Мера Б (англ. Measure B), также известная как закон округа Лос-Анджелеса о безопасном сексе в съёмках порнофильмов (англ. County of Los Angeles Safer Sex In the Adult Film Industry Act), —  американский закон обязывающий к использованию презервативов во всех сценах вагинального и анального секса в порнофильмах, снимаемых в округе Лос-Анджелеса, штата Калифорния. Мера Б также требует от производителей порнофильмов обеспечение безопасности исполнителей от риска получения ЗППП и ВИЧ во время съёмок, получение особых лицензий подтверждающих эту безопасность, и обязательное уведомление участников съёмок об использовании презервативов.

## Предпосылки к закону
В 2009 году аналогичная законодательная инициатива была предложена на уровне штата Калифорния. Ссылаясь на данные по количеству ВИЧ-инфицированных исполнителей порноиндустрии за май того же года, Лос-Анджелесский попечительский совет при правительстве округа Лос-Анджелеса занялся созданием законопроекта, который бы делал обязательным использование презервативов в фильмах для взрослых. Ещё в октябре 2008 года совет одобрил идею создания такого закона, а в декабре 2008 года, сделал его частью своей официальной государственной законодательной повестки. Главным центр тестирования на подобного рода заболевания в то время был Adult Industry Medical Health Care Foundation (AIM). До этого, в 2004 году, было зафиксированно несколько ВИЧ-положительных тестов. Из двадцати двух случаев заражения примерно половина были среди актёров снимающихся в гей-порно, другую половину составили мужчины и женщины снимавшиеся в гетеросексуальном порно.
«Мера Б» была принята 6 ноября 2012. Закон набрал 55,9% голосов.

## Кампания по принятию закона

### Сторонники законопроекта
Сторонники «Меры Б» считали, что введение нового закона остановит распространение ЗППП в порноиндустрии, а также прибавит налоговые сборы с данного вида деятельности.
Законопроект поддержали такие исполнители в порно как: Аврора Сноу, Дженна Джеймсон, Shelley Lubben (Pink Cross Foundation) и Майкл Вайнштейн, президент некоммерческого Фонда борьбы со СПИДом. Вайнштейн заявил, что по данным «департамента общественного здравоохранения округа Лос-Анджелес», «тысячи исполнителей были заражены ЗППП в течение последних нескольких лет.».